# Ernest Pohl
Ernest Pohl   (Ruda Śląska i Ruda, 3 de novembre de 1932 - Hausach, 12 de setembre de 1995), també conegut com a Ernst Pol, és un exfutbolista polonès de la dècada de 1950.
Fou 46 cops internacional amb la selecció polonesa amb la qual participà en els Jocs Olímpics d'Estiu de 1960.
Pel que fa a clubs, defensà els colors de Legia Varsòvia i Górnik Zabrze com a principals clubs.